# La leggenda della volpe a nove code 1938
La leggenda della volpe a nove code 1938 (구미호뎐 1938?, Gumihodyeon 1938LR) è una serie televisiva sudcoreana trasmessa su tvN dal 6 maggio all'11 giugno 2023, sequel della serie del 2020 La leggenda della volpe a nove code ma ambientato ottant'anni prima. In lingua italiana è disponibile su Prime Video.

## Trama
A causa di un incidente, il gumiho Lee Yeon viene trasportato indietro nel tempo nel 1938, durante l'occupazione giapponese della Corea.

## Personaggi e interpreti
- Lee Yeon, interpretato da Lee Dong-wook
- Ryu Hong-joo, interpretata da Kim So-yeon
- Lee Rang, interpretato da Kim Bum
- Cheon Moo-young, interpretato da Ryu Kyung-soo